# Nicolás Tivani
Germán Nicolás Tivani Pérez, né le 31 octobre 1995, est un coureur cycliste argentin. Son frère aîné Gerardo est également cycliste.

## Biographie
En août 2018, il devient stagiaire chez l'équipe World Tour UAE Team Emirates.

## Palmarès sur route

### Par année
- 2012
  -  Champion d'Argentine sur route juniors
  - 2e du championnat d'Argentine du contre-la-montre juniors
- 2013
  - 2e du championnat d'Argentine du contre-la-montre juniors
- 2014
  - 1re étape du Tour de Mendoza
  - Doble Chepes
- 2015
  - 8e étape du Tour de Mendoza
  - 1re étape du Tour de Salta
  - 2e du Tour de Salta
  - 3e du championnat d'Argentine du contre-la-montre espoirs
  - 3e de la Clásica 1° de Mayo
- 2016
  - 5e étape du Tour de San Luis
  - 10e étape du Tour du Maroc
  - 3e étape de la Vuelta a la Pampa
  - 3e étape de la Vuelta a la Bebida
- 2017
  -  Champion d'Argentine sur route espoirs
  -  Champion d'Argentine du contre-la-montre espoirs
  - 2eb étape du Tour de Bulgarie-Nord
  - Ruota d'Oro
  -  Médaillé d'argent du championnat panaméricain sur route espoirs
  -  Médaillé de bronze du championnat panaméricain du contre-la-montre espoirs
- 2018
  - Tour de Serbie :
    - Classement général
    - 1re étape

  - 3e du Tour de Mersin
  - 3e de Belgrade-Banja Luka
  - 3e du Grand Prix Kranj
- 2019
  - Circuito Homenaje al Ciclista
  - 6e étape du Tour de San Juan
  - 1re étape de la Vuelta del Este
  - Vuelta a Valle Fértil :
    - Classement général
    - 1re et 2e (contre-la-montre) étapes

  - Mendoza-San Juan
  - 2e et 9e étapes du Tour d'Uruguay
  - Clásica 1° de Mayo
  - Circuito Apertura
  - Doble Chepes :
    - Classement général
    - 1re étape

  - 1re étape du Tour de Sarmiento
  - Doble Difunta Correa
  - 3e de la Doble Media Agua
  - 3e du Tour d'Uruguay
- 2020
  - Doble Media Agua
  - Circuito Carlos Escudero
- 2021
  - Doble Media Agua
  - Giro del Sol San Juan
  - Circuito Esperanza
  - Circuito Aniversario la Bebida
  - 2e étape de la Doble Chepes
  - 1re étape de la Doble Calingasta
  - Gran Premio Asseradero Bucci
  - 2e de la Clásica 1° de Mayo
  - 2e de la Doble Calingasta
- 2022
  - 3e étape du Giro del Sol San Juan
  - Vuelta del Porvenir San Luis : 
    - Classement général
    - 2e et 4e étapes

  - Vuelta a Formosa Internacional : 
    - Classement général
    - 2e (b) et 4e étapes

  - Mendoza-San Juan
  - Gran Premio Madre de Ciudades
  - 5e étape de la Vuelta de Chilecito
  - 2e du Giro del Sol San Juan
  - 3e du championnat d'Argentine du contre-la-montre
  - 3e du championnat d'Argentine sur route
  - 3e de la Vuelta de Chilecito
- 2023
  - Cupa Max Ausnit
  - 2e du Giro della Città Metropolitana di Reggio Calabria
  -  Médaillé d'argent du championnat panaméricain sur route
- 2024
  - 2e étape du Grand Prix Club Olimpia
  - 3e étape du Grand Prix Abimota
  - 2e étape du Tour du Portugal
  - 7e étape du Grand Prix Jornal de Notícias
- 2025
  - Tour de San Juan : 
    - Classement général
    - 1re étape

  - 1re et 9e étapes du Tour du Portugal
  - 2e de la Doble Difunta Correa
  - 2e de la Clássica de Santo Thyrso
  - 2e de la Classica da Arrábida
  - 2e du Tour de l'Alentejo
  - 2e de la Clássica Viana do Castelo
  - 2e de la Classica Aldeias do Xisto
  - 2e du championnat d'Argentine sur route

### Classements mondiaux
| Année                                 | 2015 | 2016  | 2017 | 2018 | 2019 | 2020 | 2021 | 2022 | 2023 | 2024  |
| ------------------------------------- | ---- | ----- | ---- | ---- | ---- | ---- | ---- | ---- | ---- | ----- |
| Classement mondial                    |      | 1446e | 362e | 349e | 987e | 948e | nc   | 343e | 260e | 1798e |
| UCI Europe Tour                       | nc   | nc    | 391e | 177e |      |      |      |      |      |       |
| UCI America Tour                      | 332e | 256e  | 42e  | nc   | 123e | 73e  | nc   | 29e  | 25e  | nc    |
| UCI Africa Tour                       | nc   | 168e  | nc   | nc   |      |      |      |      |      |       |
|                                       |      |       |      |      |      |      |      |      |      |       |
| Légende : nc = non classéSource : UCI |      |       |      |      |      |      |      |      |      |       |

## Palmarès sur piste

### Championnats panaméricains
- Cochabamba 2019
  - Sixième de la poursuite par équipes (avec Rubén Ramos, Santiago Sánchez et Tomás Contte)[3].

### Jeux sud-américains
- Asuncion 2022
  -  Médaillé d'or de l'américaine
  -  Médaillé d'argent de la poursuite par équipes

### Championnats nationaux
- Mendoza 2019
  -  Champion d'Argentine de poursuite par équipes (avec Rubén Ramos, Laureano Rosas et Adrián Richeze)
  - 2e du championnat d'Argentine de l'américaine
- Esperanza 2022[4],[5]
  -  Champion d'Argentine de poursuite par équipes (avec Rubén Ramos, Rodrigo Díaz et Santiago Sánchez)
  -  Champion d'Argentine de course aux points
  -  Champion d'Argentine de l'américaine (avec Rubén Ramos)
  - 2e du championnat d'Argentine de poursuite